# 평택도곡초등학교
평택도곡초등학교는 대한민국 경기도 평택시에 있는 공립 초등학교이다.

## 학교 연혁
- 2006. 9. 1 평택도곡초등학교 개교
- 2006. 9. 1 초대 김재경 교장 취임
- 2006. 9. 1 8학급 인가 입교 (원정초 남 99, 여 117, 계 216명)
- 2006. 11. 8 평택도곡초등학교 개교 기념식
- 2006. 11. 30 평택도곡초등학교 병설유치원 인가 (1학급)
- 2007. 2. 9 급식실 조리시설 완공
- 2008. 4. 15 학교도서관 도곡도래샘터 개관
- 2009. 12. 28 학교평가 우수교 표창(교육장)
- 2010. 5. 3 보육교실 개설
- 2011. 5. 1 보육교실 1실 증설
- 2011. 5. 30 동쪽 학교 담장 설치
- 2011. 12. 30 제2 컴퓨터실 증설
- 2012. 9. 25 체육관 개관
- 2013. 1. 25 현관 유리문 번호키 및 인터폰 설치
- 2013. 2. 1 뒤쪽 출입구 차양막 설치
- 2013. 2. 15 제7회 졸업식 (64명, 총 졸업생수 436명)
- 2013. 3. 1 20학급(일반19, 특수1) 유치원3학급 편성
- 2014. 9. 1 제5대 유일환 교장 부임

## 참고 자료
- 평택도곡초등학교 - 한국교육학술정보원 학교알리미